# Patrimonio Cultural Inmaterial de Alcalá de Henares

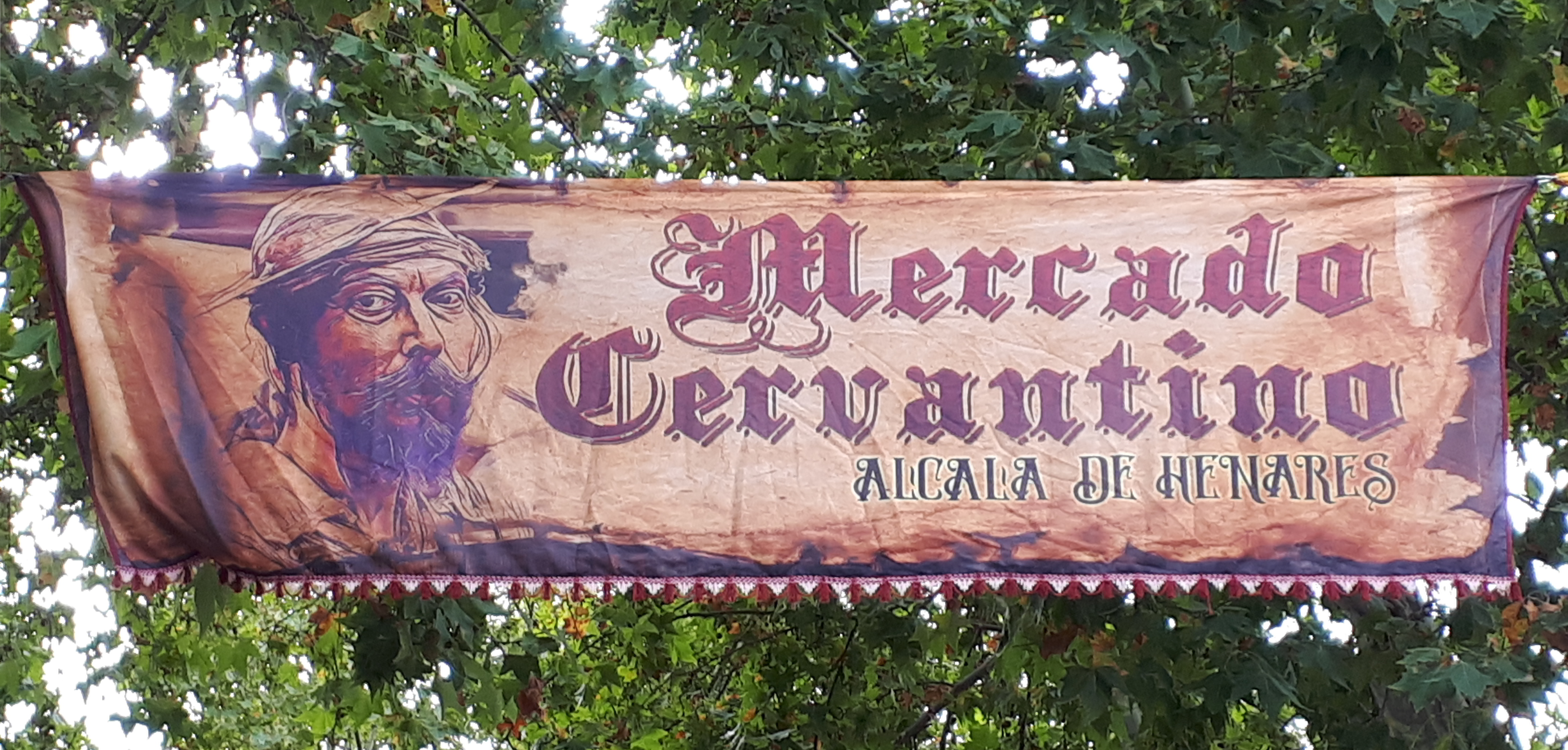
Cartel anunciador del Mercado de la Semana Cervantina de Alcalá de Henares.

El Patrimonio Cultural Inmaterial de Alcalá de Henares es el conjunto de bienes culturales formados por los conocimientos, las actividades, las representaciones y los elementos no materiales o intangibles, vinculados a la tradición cultural de la ciudad complutense.
Alcalá de Henares (Comunidad de Madrid - España) atesora un singular patrimonio natural y cultural. El patrimonio cultural es el creado por los humanos, se clasifica en inmaterial y material. Y este último, a su vez, en inmueble y mueble. El patrimonio inmaterial incluye: artes del espectáculo, fiestas y rituales, patrimonio oral y tradiciones, así como, conocimientos, técnicas y prácticas sobre el medio natural. 

## Concepto de patrimonio cultural inmaterial

Logotipo del programa Patrimonio Cultural Inmaterial de la Humanidad de la UNESCO.

La valorización de los elementos inmateriales es consecuencia de evolución del concepto de patrimonio cultural, que ha experimentado un ininterrumpido proceso de ampliación a lo largo del siglo XX. De lo histórico y artístico, como valores y tipologías centrales, el patrimonio ha pasado a incorporar también otros aspectos que integran una noción más extensa y diversa de la cultura, según los últimos planteamientos científicos de la etnología y la antropología, además de un aumento de la conciencia social acerca de otras expresiones culturales. 
Desde el año 2003, la Unesco ha reconocido internacionalmente la importancia del Patrimonio cultural inmaterial o intangible, que define como “el conjunto de creaciones basadas en la tradición de una comunidad cultural expresada por un grupo”.
La legislación española lo define como "los usos, representaciones, expresiones, conocimientos y técnicas que las comunidades, los grupos y en algunos casos los individuos, reconozcan como parte integrante de su patrimonio cultural, y en particular:
1. Tradiciones y expresiones orales, incluidas las modalidades y particularidades lingüísticas como vehículo del patrimonio cultural inmaterial; así como la toponimia tradicional como instrumento para la concreción de la denominación geográfica de los territorios;
2. artes del espectáculo;
3. usos sociales, rituales y actos festivos;
4. conocimientos y usos relacionados con la naturaleza y el universo;
5. técnicas artesanales tradicionales;
6. gastronomía, elaboraciones culinarias y alimentación;
7. aprovechamientos específicos de los paisajes naturales;
8. formas de socialización colectiva y organizaciones;
9. manifestaciones sonoras, música y danza tradicional."

## Tradiciones
La Hoguera de Santa Lucía se celebra el 13 de diciembre de cada año desde hace siglos. Se inicia con un pasacalles que recorre la calle Mayor, ataviados con vestimenta tradicional complutense, amenizados musicalmente por un grupo de dulzaineros y tamborileros, y manteando a un pelele, hasta llegar a la ermita de Santa Lucía. Delante de la cual se prende una hoguera con enseres viejos y el denominado "trasto" (símbolo de algo que daña o no le hace falta a la ciudad), se asan patatas y se entonan canciones al calor del fuego. El honor de encender la mecha corresponde cada año al "prendedor", aquella persona que ha destacado por su actividad en la ciudad.
No existe un "traje típico alcalaíno", pero si hay un indumentaria popular tradicional que ha ido evolucionando a lo largo de los siglos. Son prendas condicionadas por el estilo de vida, los recursos naturales, los factores geográfico e históricos y los determinantes económicos.

## Espectáculos

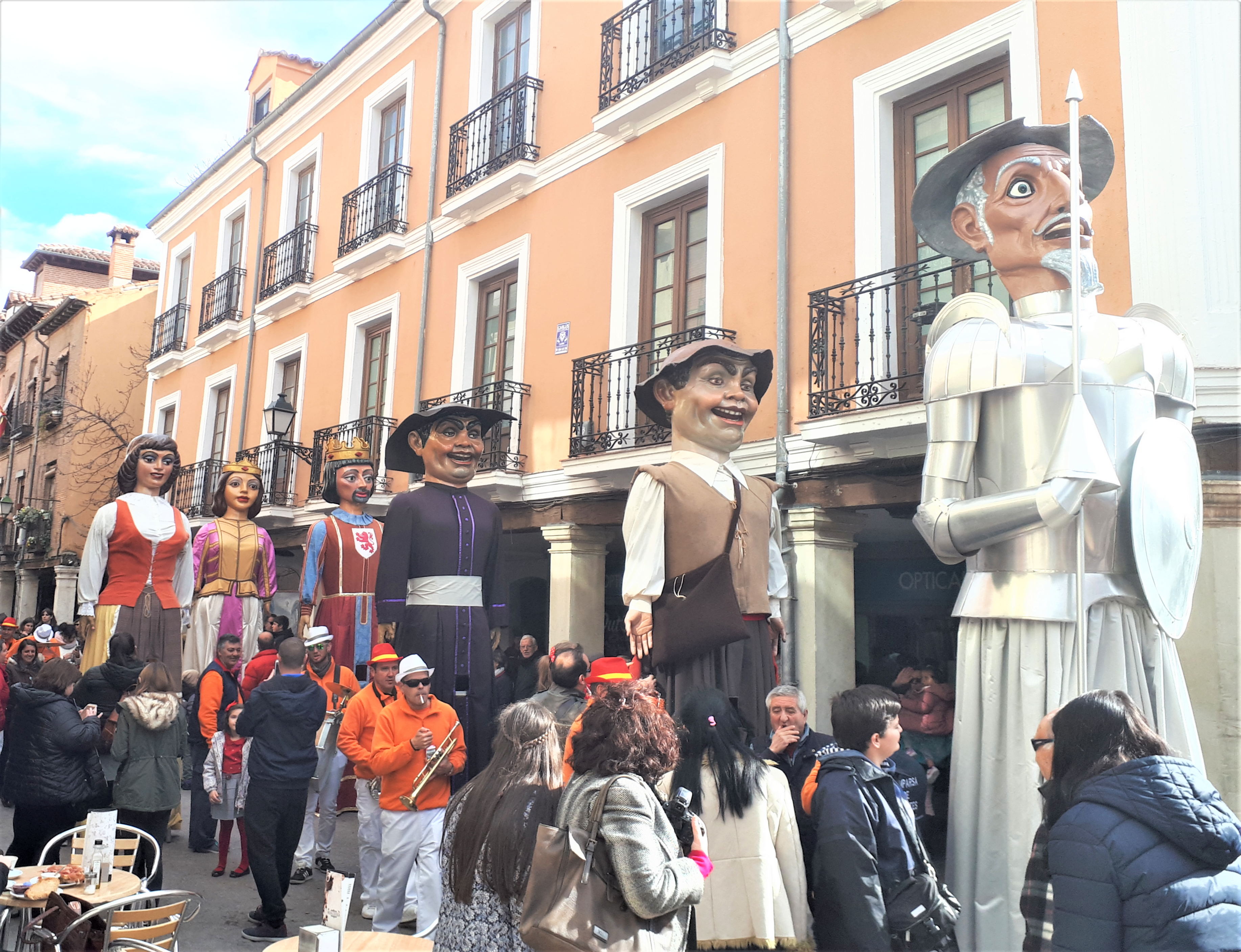
Gigantes y cabezudos desfilando por la calle Mayor de Alcalá de Henares (Madrid).

La comparsa de gigantes y cabezudos de Alcalá de Henares es uno de los espectáculos tradiciones, para todos los públicos, que participa en diversas fiestas locales. Su máximo esplendor es durante los desfiles de las Ferias y Fiestas de finales de agosto. Esta exhibición está documentada en Alcalá de Henares (Madrid) desde 1525. En 1902 el Ayuntamiento creó la comparsa Cervantina compuesta por tres gigantes: Don Quijote, Sancho Panza y “el negrazo”; y en 1998 se creó la comparsa de Navidad, con los tres Reyes Magos. En la actualidad está formada por 22 gigantes, 5 cabezudos y un tragaldabas.
El Festival de Cine de Alcalá de Henares (ALCINE) es un certamen cinematográfico de cortometrajes, fundado en 1969. Se celebra anualmente, durante el mes de noviembre, con gran asistencia de público. Está considerado uno de los festivales de cortometrajes más importantes de España. Por el han pasado destacados directores del cine español, como Álex de la Iglesia, Isabel Coixet, Santiago Segura o Alejandro Amenábar.
Clásicos en Alcalá es el festival de artes escénicas de la Comunidad de Madrid, que se celebra anualmente en Alcalá de Henares desde el año 2001. Pretende acercar el legado de los textos clásicos a todos los públicos, mediante el teatro, la poesía, la danza, la música y el cine. Tanto en formatos tradicionales como vanguardistas.

## Fiestas y rituales
Hay un variado ciclo festivo que transcurre a lo largo de todo el año. Con actos tradicionales de tipo religioso (Navidad, Semana Santa, los Santos Niños o la Virgen del Val) y otros de carácter civil (el carnaval, o las Fiestas y Ferias de agosto). A los que se suman nuevos eventos culturales, muy atractivos para propios y visitantes de todas la edades. Destacan los tres declarados Fiestas de Interés Turístico Nacional: Don Juan en Alcalá, la Semana Cervantina y la Semana Santa. 

### Don Juan en Alcalá

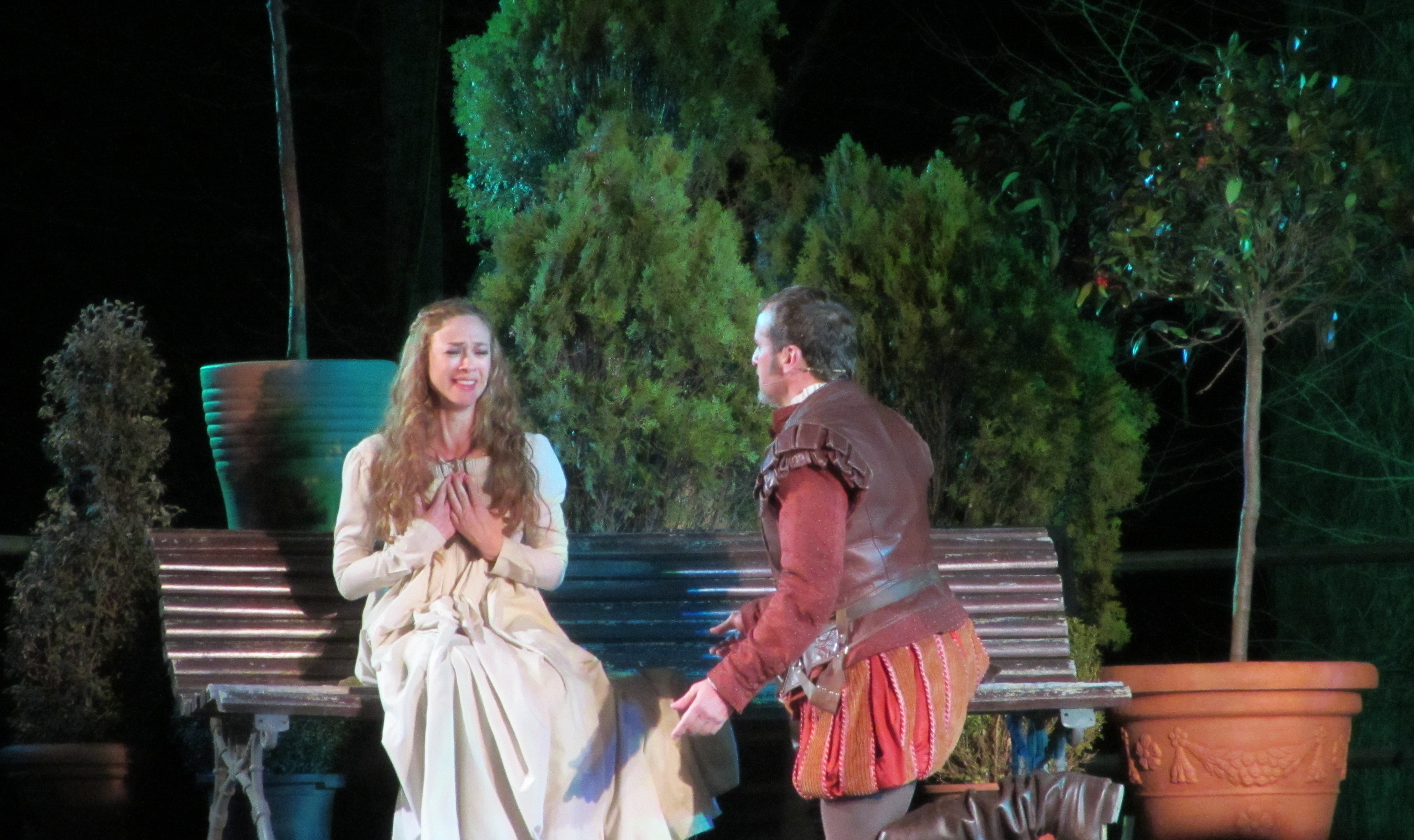
Don Juan en Alcalá.

El Don Juan en Alcalá es la representación teatral del Don Juan Tenorio, según la obra de José Zorrilla, celebrada en Alcalá de Henares. Se interpreta anualmente, desde 1984, en el fin de semana más cercano al día uno de noviembre de cada año. Fue declarada Fiesta de Interés Turístico Regional en el año 2002, y en 2018 Fiesta de Interés Turístico Nacional.

### Semana Cervantina de Alcalá de Henares

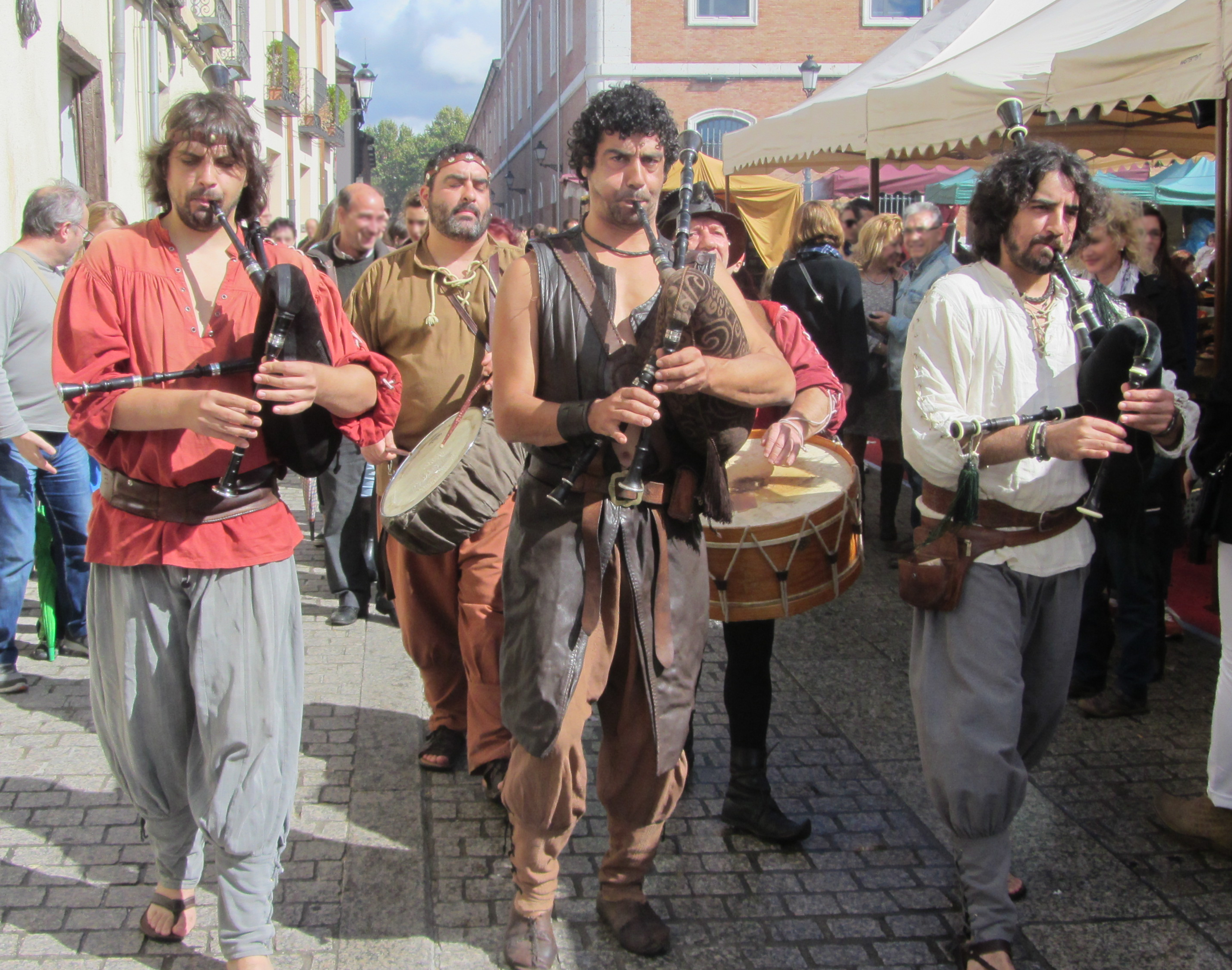
Semana Cervantina.

La Semana Cervantina de Alcalá de Henares es una conmemoración en honor a Miguel de Cervantes. Se celebra anualmente, con actos culturales y lúdicos, en la semana en torno al 9 de octubre, fecha del bautismo de Miguel de Cervantes en Alcalá de Henares. Fue declarada Fiesta de Interés Turístico Regional en el año 2002, y en 2018 Fiesta de Interés Turístico Nacional.

### Semana Santa en Alcalá de Henares
La Semana Santa en Alcalá de Henares es la conmemoración anual de la pasión, muerte y resurrección de Jesucristo, entre el Domingo de Ramos y el Domingo de Resurrección. Esta manifestación de religiosidad popular católica es llevada a cabo por hermandades y cofradías, algunas con varios siglos de historia. En 2004 fue declarada Fiesta de Interés Turístico Regional por el Consejo de Gobierno de la Comunidad de Madrid y en junio de 2019 fue declarada Fiesta de Interés Turístico Nacional.

## Gastronomía

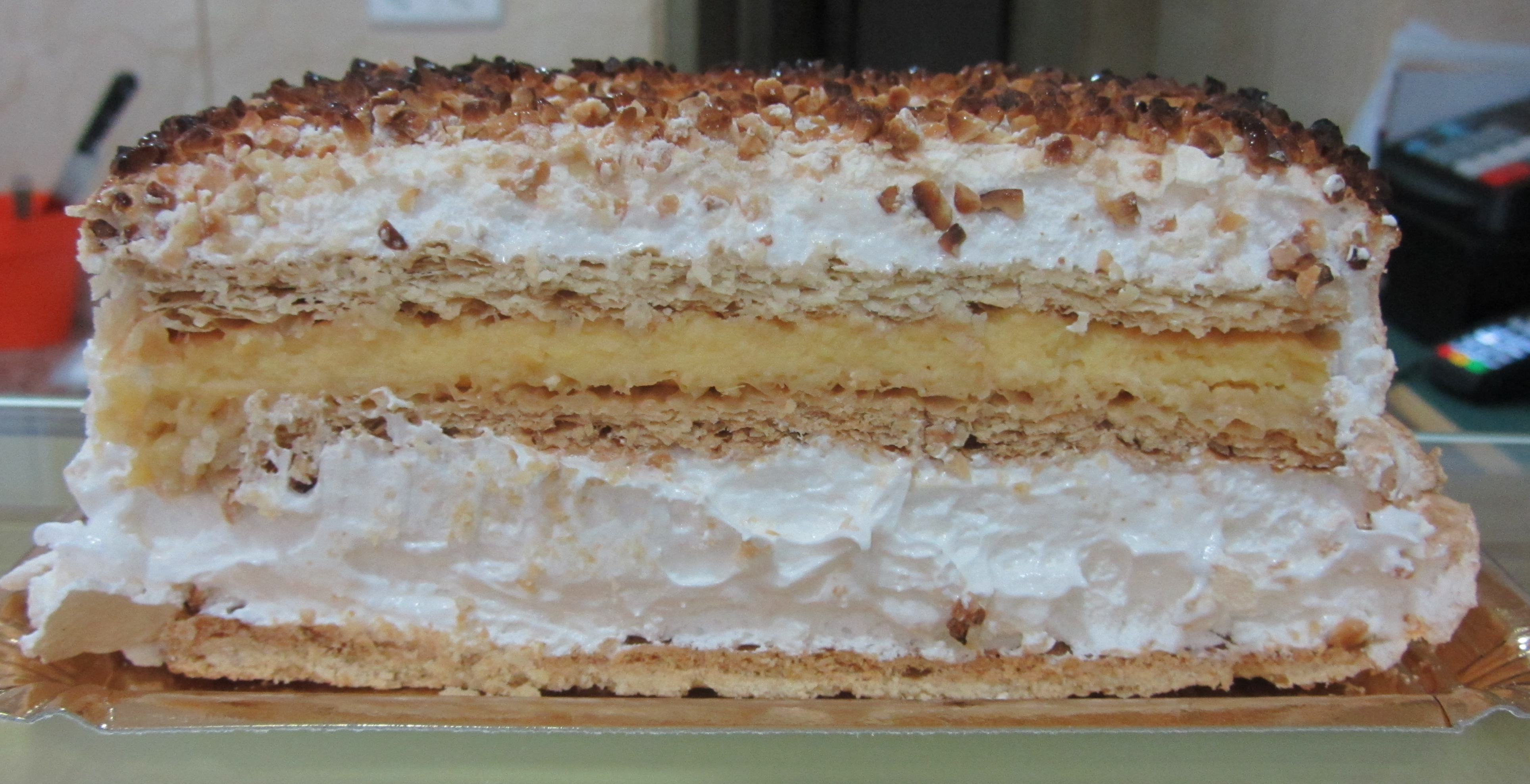
Costrada de Alcalá.

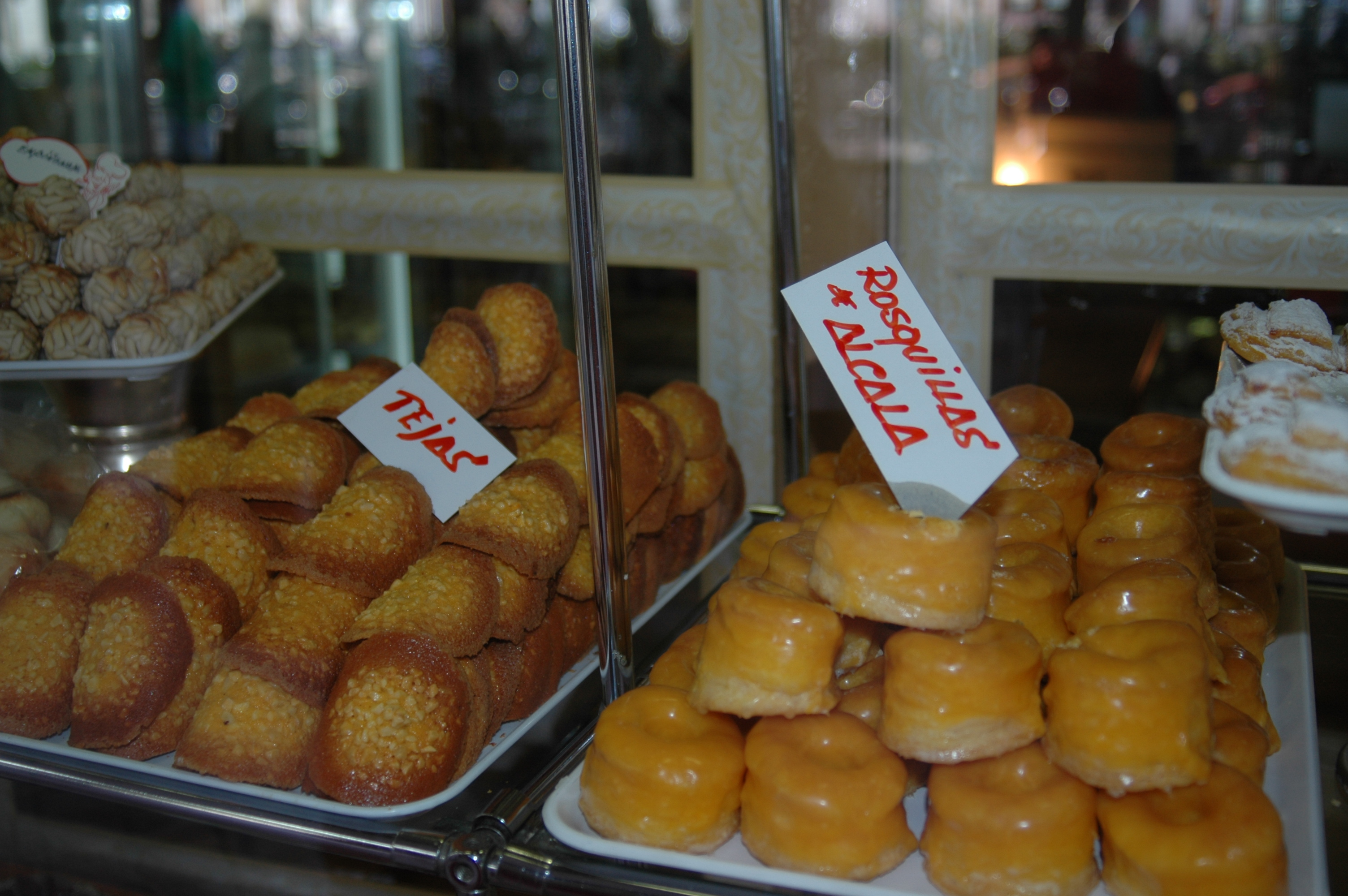
Productos típicos complutenses: tejas y rosquillas.

Entre las elaboraciones culinarias y de alimentación, la principal riqueza gastronómica son los dulces. La costrada de Alcalá es el postre estrella, elaborada a base de capas de hojaldre, crema pastelera y merengue.
La repostería se fundamenta en los dulces conventuales. Como las tradicionales almendras garrapiñadas, documentadas desde el siglo XVIII, y elaboradas con almendras cubiertas de almíbar grumoso, que les presta una textura y sabor singular. También las tejas, las rosquillas de Alcalá, el hornazo o los penitentes (dulces de Semana Santa). Y en la repostería clásica como las torrijas, las migas con chocolate o las castañas asadas (comunes en otoño).
Otra costumbre popular es ir de tapas. Esta forma de alimentarse, itinerante, en pequeñas cantidades de comida y siempre acompañada de una bebida a precios asequibles, se disfruta especialmente en fin de semana. En Alcalá de Henares hay numerosos bares y restaurantes para tapear, algunos con especialidades propias, como los champiñones de Nino.

## Patrimonio oral
Existe una rica y variada tradición de leyendas, refranes y coplas complutenses. Discurren entre la fantasía popular y los sucesos anecdóticos, desde milagros hasta dichos que expresan la sabiduría transmitida oralmente. La historia de Iplacea, la cueva de los gigantones, el milagro de las Santas Formas, el Rico-Home de Alcalá o las aventuras de Quevedo son algunas de las leyendas más conocidas. Entre los refranes, el más famoso es: “Alcalá de Henares, donde cuatro huevos son dos pares”, que hace referencia a lo que es justo o exacto.
La copla más cantada es el pasodoble “Alcalá de Henares”, con letra de Fernando Sáez de Santamaría y partitura de José Cebrián, que se ha convertido en el himno no oficial de la ciudad:

"Sobre la huella de antiguos estudiantes

que en otro tiempo rondaron la ciudad,

hoy se pasean las chicas elegantes

igual de guapas que antes, que alegran Alcalá.

En los conventos la voz de la campana

recuerda siglos de rezo y vocación,

y cuando duermes, el eco de rondallas

despierta melodías que oíste con amor.

Alcalá... de Henares

de la lengua y la cultura tu eres gloria,

que ilumina con su llama la memoria

lo mejor de la española tradición.

Alcalá... de Henares

al cobijo de tu sombra quiero estar,

y cerquita, muy cerquita de la Virgen

que se venera en la ermita del Val.

Hoy ya no hay tunas que vendan ilusiones,

ni la muralla defienden tu solar,

pero en las rejas que cercan tus balcones

alegres corazones se vuelven a asomar.

Entre la hiedra que oculta tu añoranza,

y por las grietas que hieren su dolor,

sonríen mudas las piedras milenarias

pues saben que otras nuevas reviven tu calor.

Alcalá... de Henares

de la lengua y cultura tu eres gloria,

que ilumina con su llama la memoria

lo mejor de la española tradición.

Alcalá... de Henares

al cobijo de tu sombra quiero estar,

y cerquita, muy cerquita de la Virgen

que se venera en la ermita del Val."